# Obélisque de l'Esquilin
 (février 2010).
Si vous disposez d'ouvrages ou d'articles de référence ou si vous connaissez des sites web de qualité traitant du thème abordé ici, merci de compléter l'article en donnant les références utiles à sa vérifiabilité et en les liant à la section « Notes et références ».
L'obélisque de l'Esquilin est l'un des obélisques qui se trouvaient à l'entrée du mausolée  d'Auguste. Il se trouve actuellement réérigé sur la place de l'Esquilin, au chevet de la basilique Sainte-Marie-Majeure.

## Origine égyptienne
Cet obélisque de granite rouge de Syène (Assouan) a été taillé en Égypte, mais à l'époque romaine, probablement à la fin du Ier siècle. Il est anépigraphe (c'est-à-dire dépourvu de toute inscription), caractéristique qu'il partage avec son jumeau du Quirinal, mais aussi avec l'obélisque du Vatican.

## Mausolée d'Auguste
L'obélisque de l'Esquilin était l'un des deux obélisques qui flanquaient l'entrée du Mausolée d'Auguste ; cependant il semble qu'ils n'y furent installés que sous l'empereur Domitien (81-96). L'autre est l'obélisque du Quirinal, place du Quirinal (piazza del Quirinale), devant le palais du président de la république italienne.
Ces obélisques tombèrent et se brisèrent au cours du Moyen Âge.

## Place de l'Esquilin
Redécouvert avant 1527 derrière l'église Saint-Roch (San Rocco), il fut transporté et réérigé sur la place de l'Esquilin, en 1587, par le pape Sixte V (Sixte-Quint).
Sa hauteur est de 14,75 m.